# Jules Engel
Jules Engel (Budapest, 9 de marzo de 1909-Simi Valley, California, 6 de septiembre de 2003) fue un dibujante y animador estadounidense de origen húngaro. 

## Biografía
Sus obras son en general abstractas, coreografías de figuras geométricas en movimiento. Con sus propias palabras:
I have concentrated, with particular emphasis, upon the development of a visually inspired, dynamic language, demonstrating that pure graphic choreography is capable of non-verbal truth. I have chosen to convey ideas and fellings through movements, visually formed by lines, squares, spots, circles and varieties of colors.
Compositores de música han visto un trabajo similar al musical en sus composiciones visuales.
Diseñó la coreografía de danzas de hongos chinas y rusas en la película de Disney FANTASÍA, donde fue reprochado por usar el fondo negro, algo inadmisible en dicha compañía. En Disney conoció al animador Oskar Fischinger, quien adoraba sus pinturas.
Engel fue uno de los animadores que abandonaron las grandes compañías y se unieron para formar la United Productions of America (UPA). Allí trabajó en cartoons como Gerald McBoing Boing. Luego de la UPA fundó Format Films. A finales de los años sesenta comenzó a realizar su propia animación experimental. Además hizo varios documentales sobre otros artistas.
En paralelo a su obra de animación, Engel fue un pintor prolífico. Pintaba al óleo, hacía litografías, y además utilizaba otros medios. Vivió un tiempo en París, donde se llevaba bien con artistas como Man Ray.
Fue el fundador del programa de animación experimental en el instituto de Arte de California Cal Arts. Allí tuvo como alumnos a importantes animadores de la actualidad.

## Algunos de sus postulados
- El movimiento es el contenido. No lo observes meramente, SIÉNTELO
- El movimiento debe incluir pausa y silencio
- El color puede crear espacio, puede proyectar la escena entrante; puede ser dramático o expresivo
- El color puede ser sereno o agresivo
- El color es energía

## Premios y distinciones
Premios Óscar
| Año  | Categoría                  | Película                  | Resultado |
| ---- | -------------------------- | ------------------------- | --------- |
| 1963 | Mejor cortometraje animado | Icarus Montgolfier Wright | Nominado  |